# Нейронна мережа Елмана

Архітектура нейронної мережі Елмана

Нейронна мережа Елмана — один з видів рекурентних мереж, яка так само як і мережа Джордана отримується з багатошарового перцептрона введенням зворотних зв'язків, тільки зв'язки йдуть не від виходу мережі, а від виходів внутрішніх нейронів. Це дозволяє врахувати передісторію процесів, що спостерігаються і накопичувати інформацію для вироблення правильної стратегії управління. Ці мережі можуть застосовуються в системах управління рухомими об'єктами, тому що їх головною особливістю є запам'ятовування послідовностей.

## Нейронна мережа RAAM
На основі мережі Елмана будується нейронна мережа класу RAAM, яка за своєю структурою повторює елманівську. RAAM (рекурсивна автоасоціативна пам'ять) — це подвійна мережа Елмана виду 2N-N-2N, яку використовують для стиснення і шифрування інформації. На вхід мережі подається бітовий сигнал з 2N бітів. Зазвичай мережа має розмір 20-10-20. Перші 10 біт називаються «лівими», інші 10 біт — «правими». На самому початку на ліву матрицю подається нульовий вектор біт (0000000000), а на праву — код символу або пропозиції (наприклад, 0010000000 = "А"). Теж саме подається на вихідні матриці. Мережа навчається за методом зворотного поширення помилки. Потім 10 біт з прихованого шару передаються на ліву вхідну матрицю, а на праву надходить черговий символ. У процесі такого рекурсивного навчання інформація стискується і шифрується, що було застосовано на практиці французьким професором Thomas'ом Voegtlin'ом в 2002 році.